# Nagrada Dr. Ivan Šreter
Nagrada Dr. Ivan Šreter je nagrada koju dodjeljuje hrvatski jezikoslovni časopis Jezik, a pokrovitelj je natječaja Zaklada “Dr. Ivan Šreter”.

## O nagradi
Dodjeljuje se za najbolju novu hrvatsku riječ. Cilj ove nagrade je promicanje hrvatskog jezika i stvaranja vlastitih riječi u hrv. jeziku, umjesto nekritičnog uvoženja i posuđivanja iz drugih jezika. Pokrovitelj nagrade je Zaklada “Dr. Ivan Šreter”. Dodjeljuju se tri nagrade, koje su novčane (prva 600 eura, druga 400 i treća 200 eura). Od 2008. godine dijelom je nagrade postao i kipić dr. Ivana Šretera koji je izradio akademski kipar Tonko Fabris. Kipić koji se dodjeljuje izrađen je od bronce, a nagrađeni za 2016. godinu dobivaju kipiće izrađene od bračkoga kamena.
Ideju o pokretanju ovog natječaja dao je svojedobno akademik Stjepan Babić, a 1993. godine prvi se puta pokrenulo natječaj za najbolju novu hrvatsku riječ.
U povjerenstvu za dodjelu nagrade su, ili su bili, velika i poznata hrvatska jezikoslovna imena, književnici i znanstvenici, kao što su Stjepan Babić, Sanda Ham, Mile Mamić, Zvonimir Jakobović, Nataša Bašić, Vladimir Loknar, Hrvoje Hitrec, Milica Mihaljević, Lana Hudeček, Slobodan Novak, Jasna Horvat.
Godine 2012. dodijeljeno po prvi puta priznanje “Dr. Ivan Šreter” za promicanje hrvatske jezične kulture u poslovnoj komunikaciji.
Nagrada se dodjeljuje na Danima hrvatskoga jezika, oko sredine ožujka.
I u drugim europskim zemljama postoji natječaj za najbolju riječ. Francuzi su najboljom za 2011. godinu proglasili riječ attachiant, riječ nastalu spajanjem attachant (privlačan) i chiant (naporan). Engleska je najbolja riječ za 2011. godinu squeezed middle kao naziv za one 'koji podnose najveći dio tereta vladinih novih poreza, a imaju najmanje izgleda da si taj teret nekako olakšaju'. Uz tu riječ, društveno dobro utemeljenu, u užem je izboru bila i sveza riječi arapsko proljeće.

## Ime
Nagrada je 2005. godine dobila ime po, u Domovinskom ratu okrutno usmrćenom pakračkom liječniku, dr. Ivanu Šreteru koji je za vrijeme socijalističke Jugoslavije, u vrijeme hrvatskog proljeća i tzv. progona vještica koji je uslijedio potom, bio osuđen na zatvorsku kaznu, zato što je pacijentu u karton pod rubriku "zanimanje" upisao hrvatski izraz "umirovljeni časnik JNA" umjesto srpskog izraza "penzionisani oficir JNA" (srpski jezik bio je "rezerviran" za izraze u svezi s JNA, čak i kad se nije radilo o dokumentima JNA, u kojoj je srpski jezik bio jedini službeni jezik). Godine 1984. vlasti su donijele Rješenje o pokretanju disciplinskoga postupka protiv dr. Ivana Šretera, a 1987. godine ga osudile na pedeset dana zatvorske kazne.
Ivan Šreter je početkom velikosrpske agresije bio predsjednikom Regionalnog kriznog štaba za Zapadnu Slavoniju. Dne 18. kolovoza 1991. godine, otimaju ga velikosrpski pobunjenici u Kukunjevcu, a velika je vjerojatnost da su ga odveli u logor Bučje. Prema izjavama očedivaca, pobunjenici su ga teško mučili. Zadnji put viđen je živ 29. kolovoza 1991. godine. Njegovi posmrtni ostatci do danas nisu pronađeni, dr. Ivan Šreter jedna je od još uvijek 22 nestale osobe u logoru Bučje (stanje 14. svibnja 2017. godine).
Natječaj je bio raspisivan 1993., 1994., 1998., 2006., ...

## Pravila natječaja
- svatko može poslati najviše 5 riječi
- riječ ne smije biti zabilježena niti u jednom hrvatskom rječniku (bilo jednojezičnom, bilo višejezičnom)
- prednost imaju zamjene za nepotrebne i neprilagođene tuđice (poglavito anglizme)
  - traže se prijedlozi za nepotrebne tuđice, a ne za hrvatske riječi (no nekoliko puta je očito nagrađena i zamjena za hrvatsku riječ)
  - ne traže se zamjene za dobro i široko prihvaćene (prilagođene) tuđice poput džezva, bojler, radijator, jastuk, ...

Natječaj je otvoren do 22. prosinca (dan rođenja dr. Ivana Šretera).

## Nagrađene riječi
Napomena: nagrade se dodjeljuju za prethodnu godinu, tako da je npr. riječ zatipak najbolja nova riječ 2011. godine, a nagrada je dodijeljena 2012. godine.
(tablica po godinama, riječ i autor/i)
- 1993.: suosnik (koaksijalni kabel), autor: Bulcsú László[9] – strojevina i očvrsje (hardware) – udomitelj (osoba ili obitelj koja uzme dijete bez roditelja u njegov/njezin/njihov dom i brine se za njega).[10]
- 1994.: velezgoditnjak (džekpot ili jackpot), autor: M.J. – osobnica (osobna iskaznica), autor: I.B. Šamija – ocjeđivač (stalak za oprane tanjure, čaše i pribor za jelo), autor: nepoznat.[10]
- 1995.: nije raspisan[8]
- 1996.: nije raspisan[8]
- 1997.: nije raspisan[8]
- 1998.: dočitnica, straničnik, štionik, 3 najbolje za riječ bookmark.[10]
- 1999.: nije raspisan[8]
- 2000.: nije raspisan[8]
- 2001.: nije raspisan[8]
- 2002.: nije raspisan[8]
- 2003.: nije raspisan[8]
- 2004.: nije raspisan[8]
- 2005.: nije raspisan[8]
- 2006.: uspornik (ležeći policajac), autorica: Nada Arar-Premužić – smećnjak (kontejner za smeće) – raskružje (kružni tok prometa)
- 2007.: naplatnica (naplatna kućica), autor: Vilim Pantlik – opuštaonica (wellness) – borkinja (žena borac)
- 2008.:  proširnica (stent, žilni potporanj – metalna mrežica koja se usađuje u koronarne arterije, šireći ih iznutra na mjestima suženja i jačajući krvni protok), autor: Drago Štambuk – daljinac (daljinski upravljač), autori: Vedran Primižuć i Ivana Šimić ↓1 – pretjecajnik (cestovni trak za pretjecanje), autorica: Branka Pičuljan /// posebna nagrada: "brozno"[11] ↓2, autor: Ante Kuštre.[1]
- 2009.: osobnik (OIB) (napomena: te godine nagrada nije dodijeljena zbog mnoštva nevaljanih prijava, ali je najbolja riječ ipak izabrana)
- 2010.: ispraznica (floskula), autor: Vinko Vukadin – osjećajnik (emotikon), autorica: Suzana Listeš – parkomat (aparat za naplatu parkinga), autorica: Marta Pribanić.[12]
200-tinjak predlagatelja (iz RH, Poljske, Mađarske, Njemačke i Austrije), 300-tinjak riječi. U 1. krug je ušlo 178, a u najuži krug 25 riječi. Većinom su zamjene za anglizme, ali ponajviše za računalno nazivlje.[12]
- 2011.: zatipak (tipfeler), autor:  Šandor Dembitz – nekapnica (napravica koja se utakne u grlić vinske boce radi sprječavanja kapanja vina pri nalijevanju), autor: Eduard Beg – dodirnik (touch screen), autorica: Martina Kobaš.[13]
Svečano proglašenje pobjednika i dodjela nagrada za 2011. godinu održani su 31. ožujka 2012. godine u Lipiku. Nagrađenicima su darovane diplome i kipići, rad akademskoga kipara Tonka Fabrisa. Od ove je godine u povjerenstvu i osječka književnica, Jasna Horvat. Akademik Stjepan Babić počasni je predsjednik, a radna je predsjednica glavna Jezikova urednica Sanda Ham. Ove je godine dodijeljeno po prvi puta priznanje Dr. Ivan Šreter za promociju hrvatske jezične kulture u poslovnoj komunikaciji. Priznanje su dobili autori Boška Trbojević, Lana Hudeček, Maja Matković i Igor Ćutuk za Jezični priručnik Coca-Cole HBC Hrvatska.[14] Povjerenstvu za izbor nove najbolje hrvatske riječi pristiglo je 1.600 riječi koje je poslalo 1.200 natjecatelja. U uži izbor predloženo je stotinjak riječi.[15]
- 2012.: nije dodijeljena[16][17]
- 2013.: nije dodijeljena[16]
- 2014.: nije dodijeljena[16]
- 2015.: alkomjer (naprava za testiranje alkohola u krvi), autor: Hrvoje Senješ.[18]
- 2016.: istovrijednik (ekvivalent), autori: Anica i Denis Peričić – podzemnica (metro), autori: Tin i Vedran Grgić – zaslonik (tablet), autor: Matija Šimunović.[7]
- 2017.: nije dodijeljena[19]
- 2018.: zapozorje (umjesto proširenoga i nepotrebnoga anglizma backstage), autorica: Lidija Stević Brtan – oznak, oznakoviti, oznakovljenje (umjesto brend, brendirati, brendiranje), autor: Drago Štambuk – bilješkinja (žena koja se bavi javnobilježničkom djelatnosti; umjesto javna bilježnica), autorica: Carmen Lešina.[20]
- 2019.: nije dodijeljena[21]
- 2020.: dišnik (za respirator), autori: dijele, Drago Štambuk i Karlo Kulaš – kihobran (za engl. sneeze guard), autor: Marin Perić – rukozborac (za osobu koja se služi znakovnim jezikom), autorica: Ana Mihovilić.[22]
- 2021.: nije dodijeljena[23]
- 2022.: prestrujnik (za adapter), autori: Tomislav Meštrović i Ognjen Ožegić – šećerice (za za biljke od kojih se proizvodi šećer), autori: Leonard Štrac i Izabela Štrac – bakroza (za Wilsonovu bolest), autori: Marko Bukna i Martina Pehar.[24]
- 2023.: nije dodijeljena[25]
- 2024.: plovopis (književno ili neko drugo djelo koje opisuje putovanje brodom ili plovilom), autor: Dubravko Merlić – čvornik (istovrijednik za hub, odnosno središnju točku povezivanja), autorica: Martina Šarić – uglednina (za engl. goodwill, koji u računovodstvu označava nematerijalnu imovinu poduzeća koja nadilazi njegovu fizičku i financijsku vrijednost), autor: Juraj Borić.[26]